# M712 Copperhead
L'M-712 Copperhead è un proiettile d’artiglieria a guida laser in calibro 155 mm, destinato a colpire mezzi corazzati, fortificazioni, batterie d’artiglieria e postazioni radar. Può essere utilizzato da diversi pezzi di artiglieria, come M-114, M-109, M-198, M777 e CAESAR. Il proiettile ha una gittata minima di 3 km e massima di 16 km.

## Storia del progetto

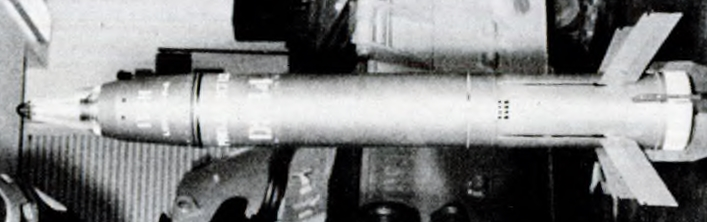
Il prototipo del proiettile 155mm CLGP (cannon-launched guided projectile) per l'US Army esposto a Fort Sill, Oklahoma.

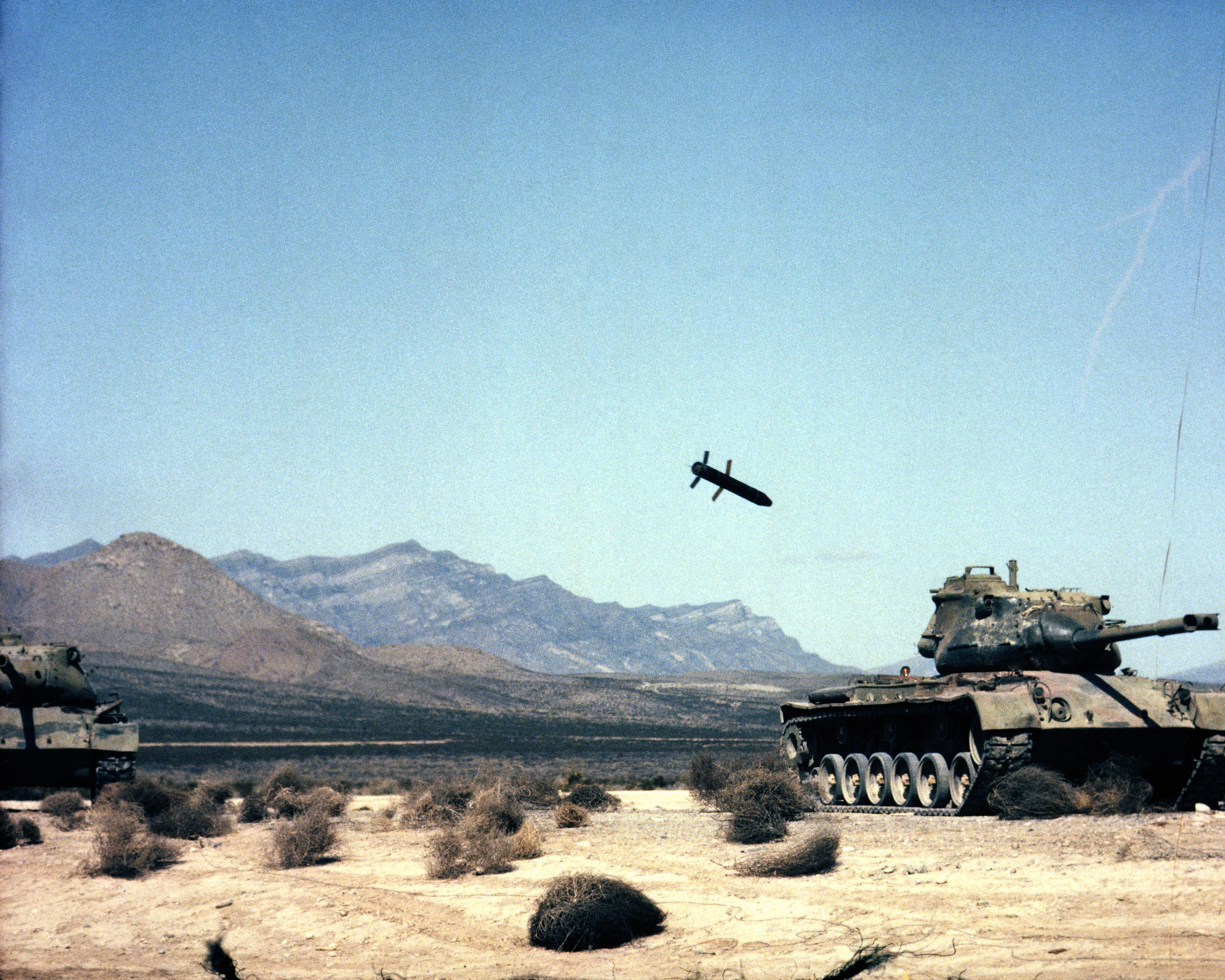
Un proiettile M-712 Copperhead nella fase finale di attacco a un carro armato M47 Patton usato come bersaglio.

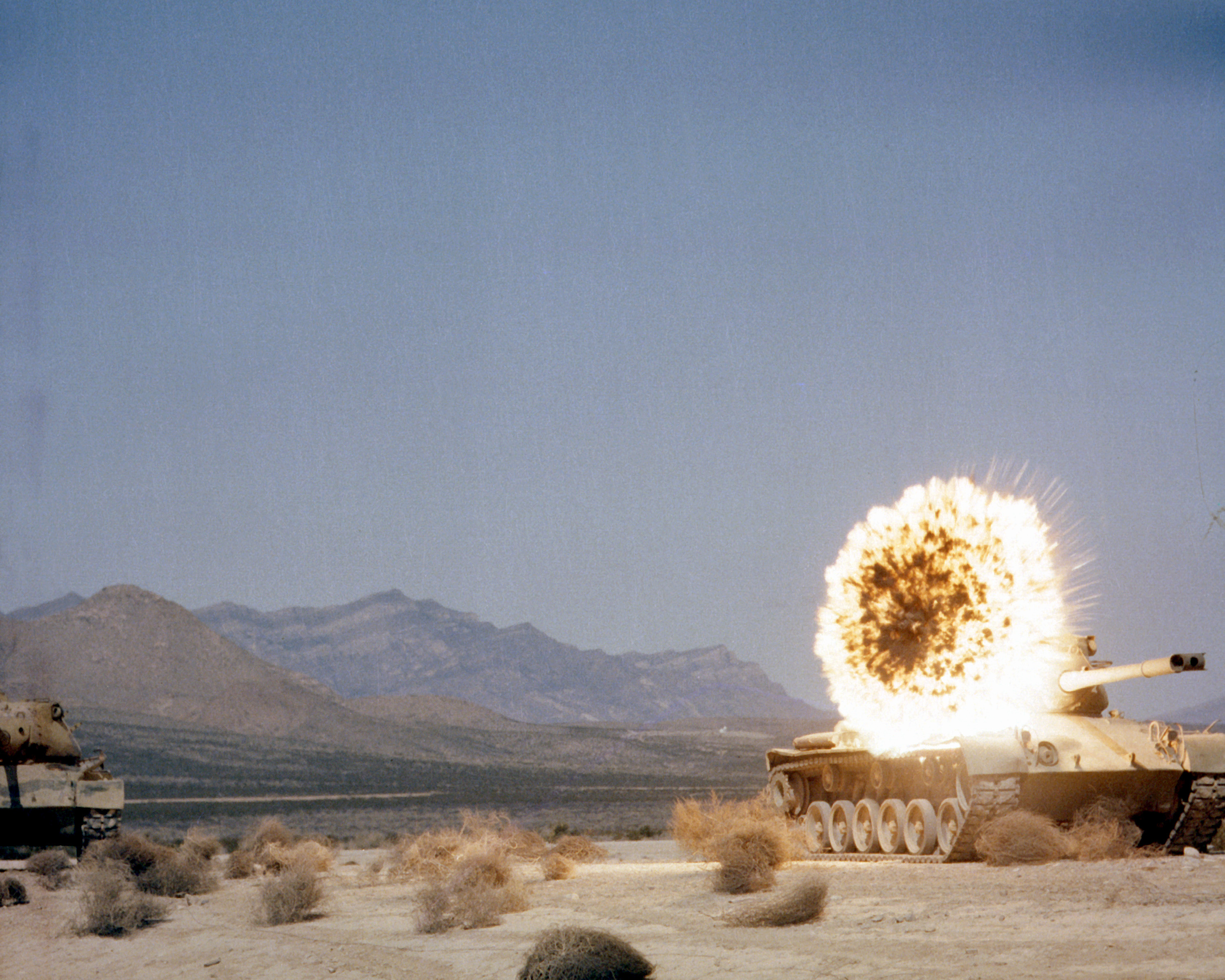
la detonazione della testata dell'M-712 Copperhead contro il bersaglio.

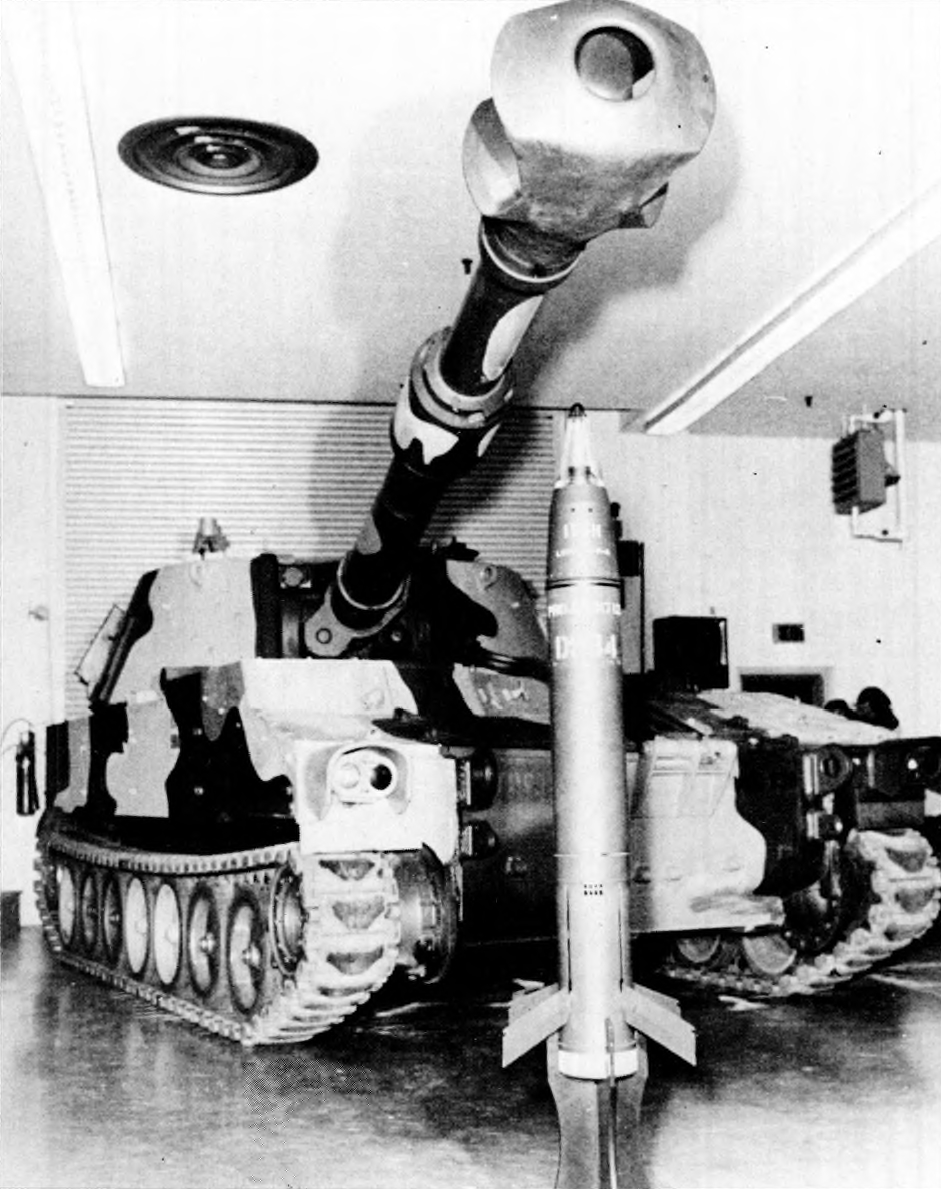
Il proiettile M712 Copperhead esposto davanti a un semovente d'artiglieria M-109 a Fort Sill, Oklahoma.

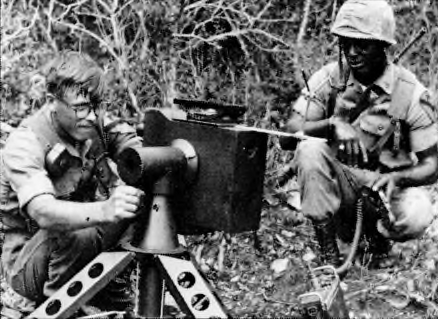
Un team di designatori laser del bersaglio dotati del sistema GLLD.

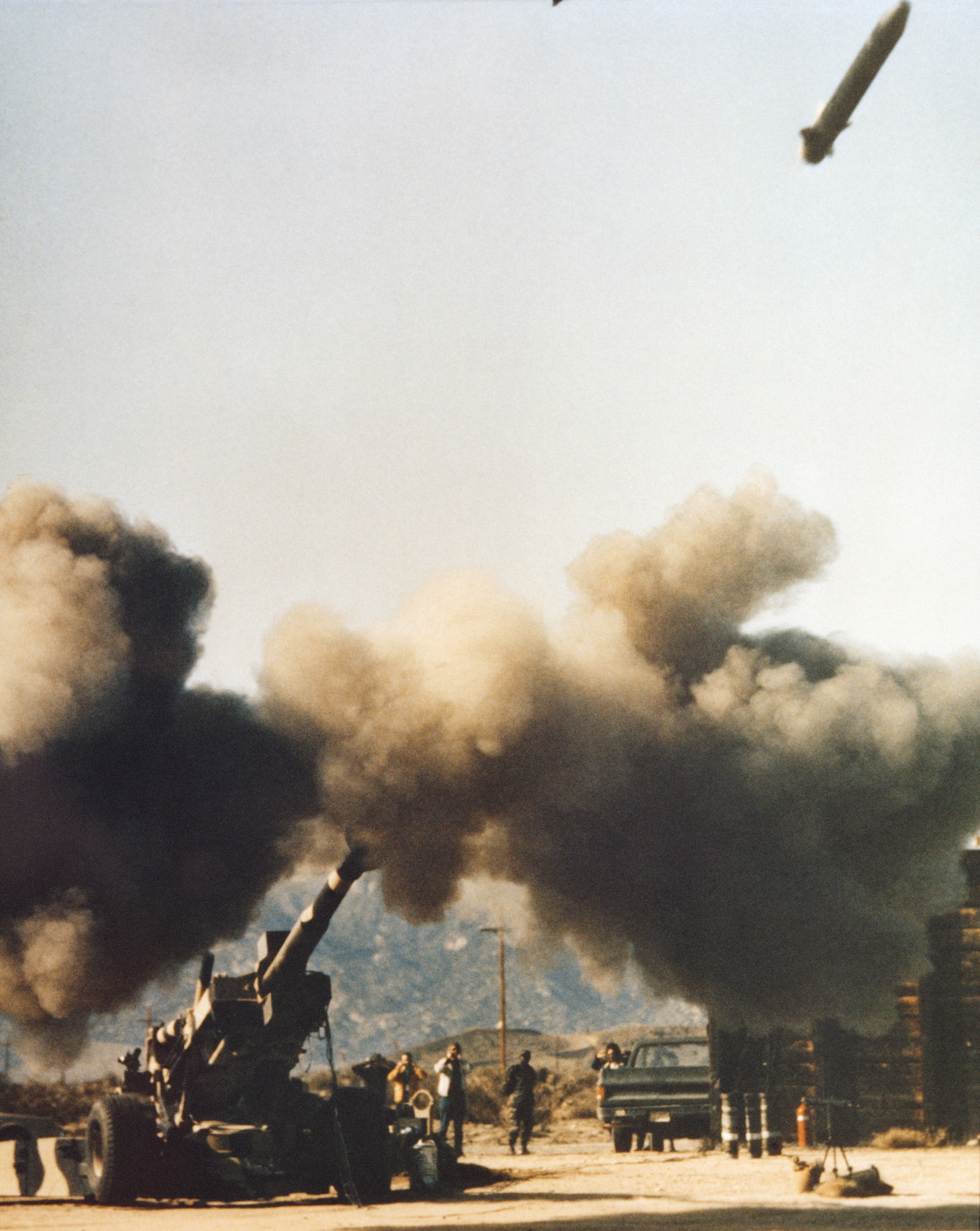
Un proiettile M712 Copperhead sparato da un cannone M-198.

Verso la fine degli anni sessanta del XX secolo gli strateghi della NATO erano molto preoccupati per le enormi formazioni corazzate che i paesi del Patto di Varsavia avrebbero potuto schierare durante un ipotetico attacco all'Europa Occidentale.
Per contrastare queste enormi formazioni, oltre alla componente corazzata e ai missili anticarro, venne deciso di utilizzare anche l'artiglieria campale tramite l'utilizzo di un apposito proiettile guidato. Gli ingegneri dell'US Army Roadman Laboratories avviarono nel 1970 il programma CLGP (Cannon Launch Guided Projectile), i cui studi di fattibilità furono effettuati nel 1971. Al termine di questi ultimi vennero assegnati due contratti di sviluppo, uno alla Texas Instruments e uno alla Martin Marietta. Il principale problema incontrato fu la possibilità di realizzare un sistema che potesse sopportare, senza riportare danni, la fortissima accelerazione provocata dal lancio da una canna di un pezzo d'artiglieria, rimanendo efficiente per guidare il proiettile contro un carro armato.
Nel 1975 la Martin Marietta fu incaricata dello sviluppo del nuovo sistema d'arma, denominato M-712 COPPERHEAD, utilizzante un dispositivo laser di guida semiattivo.
Durante i test di collaudo furono riscontrati numerosi problemi, ed una volta risolti fu autorizzata la produzione in serie iniziata nel 1983 e conclusasi negli anni novanta dopo che ne erano stati prodotti più di 20.000 esemplari distribuiti all'US Army e all'US Marine Corps.

## Descrizione tecnica
Il proiettile M-712 COPPERHEAD ha una forma simile a quella di un missile, è lungo 1,372 m, e pesa 62,6 kg e un diametro di 155 mm. Partendo dalla sezione frontale l'M-712 è composto da un seeker, i giroscopi e l'elettronica di navigazione e guida, la testata bellica a carica cava del peso di 22,5 kg, di cui 6,69 kg costituiti dall'esplosivo Composition B, dalle ali cruciformi retrattili, e per ultimo dalle superfici di controllo caudali e relativi attuatori. Il proiettile viene trasportato dentro un apposito contenitore, il cui peso, comprensivo dell'arma, arriva a 93,2 kg. L'M-712 può sopportare un'accelerazione massima di 8.100 g, il cui superamento può causare danni ad alcuni sottosistemi, che limita la velocità massima a 594 m/sec.
Utilizzato dal semovente M-109A3/A4/A5/A6 o da un obice trainato M-198, l'M-712 ha gittata massima che può variare a causa dalla carica di lancio utilizzata. Con carica M-4A2 e velocità iniziale di 468 m/sec, si arriva a 9 900 m che salgono a 11 600 m con carica M-119A1 e velocità iniziale di 577 m/sec. Utilizzando una modalità in volo planato la rispettive gittate salgono a 13 400 m e 16 400 m. Con alcune limitazioni alla velocità iniziale l'M-712 può essere utilizzato anche con le più recenti cariche modulari, come le MACS (Modulary Artillery Charge System) fino alla Zona 4.

## Impiego operativo
Il proiettile COPPERHEAD può essere impiegato operativamente in due modi. Il primo prevede una traiettoria balistica come quella di una normale granata d'artiglieria, che viene utilizzata quando il soffitto delle nuvole è alto e la visibilità è buona. Quando il proiettile si trova a 3 000 metri dal bersaglio le superfici di controllo si estendono, il bersaglio viene acquisito dal seeker e quindi il sistema di guida di bordo regola superfici di controllo per manovrare contro il bersaglio.
Il secondo prevede una modalità di volo planata, cioè quando il proiettile ha raggiunto l'apice della sua traiettoria esso scende rapidamente per giungere sul bersaglio a bassissima quota come un missile. Per arrivare sull'obiettivo l'M-712 sfrutta l'energia laser riflessa dal bersaglio che, a 20 secondi dall'impatto, viene illuminato in maniera continua da designatori posizionati a terra o in volo installati sugli elicotteri da attacco Hughes AH-64 Apache o Bell OH-58 Kiowa. Inizialmente la designazione laser del bersaglio doveva essere eseguita tramite il drone senza pilota Lockheed MQM-105 Aquila.
Il primo utilizzo in ambiente bellico avvenne durante l'Operazione Desert Storm, quando 90 colpi furono sparati contro le fortificazioni irachene rinforzate e stazioni radar. Uno di questi colpi causò la resa di una unità irachena. Fu anche usato nell'Operazione Iraqi Freedom del 2003.
Nel 2015 l'esercito libanese ha ricevuto una fornitura di 560 proiettili M-712, e 50 missili AGM-114 Hellfire. Le forze armate libanesi hanno sparato diverse centinaia di proiettili Copperhead contro obiettivi dell'ISIL nel Libano orientale durante l'offensiva di Qalamoun (luglio-agosto 2017). Gli Stati Uniti dopo il completamento con successo dell'offensiva hanno rifornito le forze libanesi con ulteriori 827 proiettili.

## Utilizzatori
Australia
- Australian Army (non più in servizio)

 Egitto
- Al-Quwwāt al-Barriyyat al-Miṣriyya

 Giordania
- Al-Quwwāt al-Barriyya al-Urdunniyya

 Libano
- Esercito libanese

 Taiwan
- Esercito taiwanese

 Stati Uniti
- United States Army
- US Marine Corps

 Ucraina

### Annotazioni
1. ↑  Al momento dello sparo l'accelerazione può essere superiore ai 10.000 g.
2. ↑  Di solito si tratta di un team di designatori a terra equipaggiati con sistema G/VLLD, o un sistema di designazione bersagli laser LTD o un equipaggiamento modulare laser universale MULE.

### Fonti
1. 1 2 3 4 5 6 7 8 9 10 11 12 13  Po 2010, p. 30.
2. 1 2  Ripley 1992, pp. 114-115.
3. 1 2 3 4 5  Global Security.
4. 1 2  Pretty 1978, pp. 65-66.
5. ↑  http://www.ausairpower.net/SP/DT-SPH-0705.pdf
6. 1 2 3 4  Po 2010, p. 31.
7. ↑  Yenne, Yenne 2004, p. 43.
8. ↑  https://laf-digest.blogspot.com/2015/10/lebanese-army-receives-m712-copperhead.html.
9. 1 2  Amp Time.
10. ↑  (EN) OSINTtechical su Twitter, su twitter.com. URL consultato il 13 novembre 2024.